# 短體豬海龍
短體豬海龍（学名：Choeroichthys brachysoma），为輻鰭魚綱棘背魚目海龍魚科的其中一種，分布於印度太平洋區，包括紅海、東非、留尼旺、馬爾地夫、模里西斯、塞席爾群島、印度、馬來西亞、印尼、巴布亞紐幾內亞、菲律賓、帛琉、澳洲、關島、東加、法屬玻里尼西亞等海域，棲息深度2-25公尺，魚體深褐色，沿著軀幹有數列小黑點及小白點排列，背鰭軟條18-26枚，體長可達7公分，棲息在珊瑚礁、潮池及海草床，卵胎生。